# Hüginosz pápa
Szent Hüginosz (latinul: Hyginus, Higinus), (1. vagy 2. század – 142?) volt Szent Péter után a nyolcadik, vagyis összességében a kilencedik pápa 136-tól.

## Élete
A hajdani krónikák – többek között a Liber Pontificalis is – arról szólnak, hogy Hüginosz athéni származású volt. Görög származása biztosíték volt arra, hogy már fiatalon kiváló filozófiai képzést kapjon hazájában.
Pápasága idején költözött Keletről Rómába néhány gnosztikus, köztük a legnevesebb Valentinus, élénk reakciót kiváltva a római papság körében, mely ahhoz vezetett, hogy Valentinusnak el kellett hagynia Rómát.
Uralkodásának legfontosabb mozzanata volt, hogy az alsó papságot öt rendbe sorolta. Azonban a történészek ezt sem látják tisztán, így ezt sem lehet biztosra venni. A hagyomány szerint vértanúként meghalt, Hüginosz pápa ünnepnapját január 11-én tartják.

## Művei
- Documenta Catholica Omnia (latin nyelven). [2015. szeptember 23-i dátummal az eredetiből archiválva]. (Hozzáférés: 2011. december 6.)